# 안토니오 프라냐
안토니오 프라냐 (1978년 6월 8일 ~)는 크로아티아의 전 축구 선수이다. 현역 시절 포지션은 왼쪽 윙어였으며 K리그 전북 현대 모터스에서 뛰었었다. K리그 등록명은 토니이다.